# Iván Velasco
Iván Velasco Murillo (Mondragón, Guipúzcoa, 7 de febrero de 1980) es un ciclista español.

## Trayectoria
Debutó como profesional el año 2006 con el equipo Orbea. El 27 de noviembre de 2014 anunció su retirada del ciclismo tras nueve temporadas como profesional y con 34 años de edad. Tras su retirada se convirtió en encargado de recoger los datos que arrojan los ciclistas sobre el material utilizado en el equipo Astana Pro Team. De cara al año 2022 se marchó al Movistar Team.

## Palmarés
- No consiguió ninguna victoria como ciclista profesional.

## Resultados en Grandes Vueltas
Durante su carrera deportiva consiguió los siguientes puestos en las Grandes Vueltas:
| Carrera | Carrera         | 2006 | 2007 | 2008 | 2009 | 2010 | 2011 | 2012 | 2013 |
| ------- | --------------- | ---- | ---- | ---- | ---- | ---- | ---- | ---- | ---- |
|         | Giro de Italia  | —    | 76.º | 54.º | —    | —    | —    | Exp. | —    |
|         | Tour de Francia | —    | —    | —    | —    | 62.º | Ab.  | —    | —    |
|         | Vuelta a España | —    | —    | 51.º | —    | —    | —    | 26.º | Ab.  |

—: no participa

Ab.: abandono

Exp.: expulsado por la organización

## Equipos
- Orbea (2006)
- Euskaltel-Euskadi (2007-2012)
- Caja Rural (2013-2014)